# Igreja de Saint Castulus (Praga)
A igreja de St. Castulus é uma igreja gótica situada na praça Castulus em Praga, Chéquia.

## Construção
A igreja foi erguida entre 1375 e 1399, no mesmo lugar da igreja românea.